# سرخس (إيران)
سرخس هي مدينة إيرانية، بنتها إيران بنفس اسم مدينة سرخس التاريخية في تركمانستان وقبالتها على الحدود وسرخس الاصل جزء من جمهورية تركمانستان، بينما المدينة الجديدة تقع في أراضي الجمهورية الإسلامية الإيرانية ومركز مساحته 8407 كم² في محافظة خراسان رضوي، إيران. كانت سرخس التاريخية محطة على طريق الحرير، وفي سمت مجدها في القرن 11 كانت تضم العديد من المكتبات ومدرسة شهيرة للمعماريين. معظم موقع المدينة الأصلي يقع الآن خلف الحدود في سرخس (تركمانستان) . وحسب خراسان ميراث، في 2006 فإن تعداد سكان المركز يبلغ 87,442.

## التاريخ

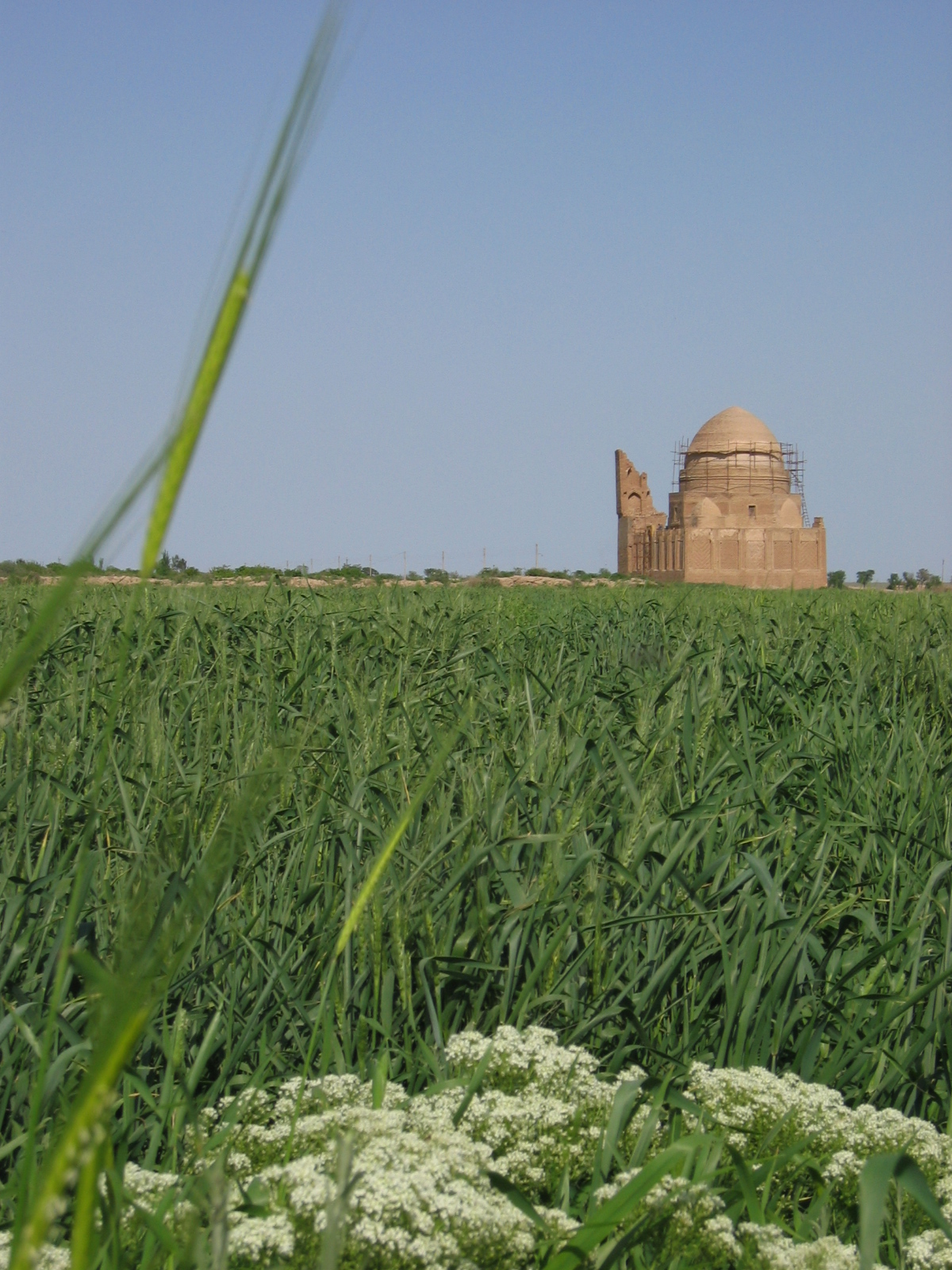
ضريح لقمان بابا، سرخس، بني في 1356 وقد رُمم جزئياً مؤخراً.

وحسب الشاهنامه للفردوسي، فإن البلدة موجودة منذ زمن أفراسياب وسميت على اسم بانيها، سرخس، ابن گدرزبي كيكاوس. ويعتبر المرؤخون التركمان أن المدينة تأسست منذ أكثر من 2500 عاماً. وقد نهبها المنغول ومحوها من الوجود في 1220، ولكن أعيد بناؤها في منتصف القرن 19 بأمر من ناصر الدين شاه من الأسرة القاجارية. ولذلك فإنها لأول خمسين سنة، أطلق على المدينة المعاد تعميرها اسم سرخس الناصرية (بالفارسية:سرخس ناصري) وكانت في الأساس مدينة اقطاعية.

## الجغرافيا
طقس سرخس قاري، بارد شتاءً ودافئ جاف صيفاً بسبب تأثير صحراء قرة قورم.

## المعالم
الموقع التاريخي الرئيسي في سرخس هو ضريح لقمان بابا المرمم جزئياً في حقل شمال البلدة. وقد بني في 1356 م (757 هـ).
وفي مركز سرخس ضمن نطاق 80 كم من بلدة سرخس يوجد:
- سد صداقة إيران تركمنستان
- كرڤان‌سراي رباط شرف
- جسر خاتون

## الهامش
1. 1 2  GeoNames (بالإنجليزية), 2005, QID:Q830106
2. 1 2  "جمعیت به تفکیک تقسیمات کشوری" (بالفارسية). اطلع عليه بتاريخ 2023-10-29.
3. ↑  درگاه ملی آمار نسخة محفوظة 06 فبراير 2018 على موقع واي باك مشين.
4. ↑  Bradt Guide to Turkmenistan, 1st edition, page 131